# Umma gumma
Umma gumma ist eine Art der Prachtlibellen aus der Gattung Umma mit Verbreitung im tropischen Zentralafrika.

## Merkmale
Umma gumma ist eine relativ große Prachtlibelle mit Hinterflügellängen von 31 bis 35 Millimetern. Beschrieben ist nur das Männchen, das Weibchen ist bisher von den verwandten Arten nicht unterscheidbar. Dieses ist recht einheitlich gefärbt, mit von oben blaugrün metallischem Kopf, Rumpf und Hinterleib. Die Beine und das Prosternum sind dunkelbraun bis schwarz. Das Gesicht und die Basis der Mandibeln sind weißlich, das Prosternum trägt verstreut weiße Behaarung. Die Flügel sind überwiegend glasklar (hyalin) mit teilweise metallisch blaugrüner Aderung.
Von der sehr ähnlichen Umma longistigma unterscheiden außerdem folgende Merkmale: Die Quadrilateralzelle (eine Zelle des Flügelgeäders im Vorderflügel, nahe der Flügelbasis) besitzt 6 bis 10 Queradern, das Pterostigma ist zur Körpermitte hin (proximal) eckig begrenzt. Außerdem ist die Gestalt und Beborstung der Begattungs- und Klammerorgane an der Hinterleibsspitze (Paraproct und Cerci) artspezifisch verschieden.

## Verbreitung
Die Art ist nachgewiesen aus der Demokratischen Republik Kongo, der Republik Kongo (Brazzaville), Kamerun und Gabun.

## Lebensraum
Die Larve von Umma gumma lebt in mittelgroßen Fließgewässern, meist mit sandigem Grund, in den Regenwäldern Zentralafrikas. Sie wurde bis in eine Meereshöhe von 620 Metern nachgewiesen. Die Art bevorzugt relativ gut besonnte Gewässerpartien. Die Männchen fliegen nur bei hellem Sonnenschein entlang der Ufer. Umma gumma kommt in ihrem Lebensraum meist gemeinsam mit Umma longistigma vor, ist aber etwas seltener als diese.

## Taxonomie, Name
Die Art wurde erst 2015 neu beschrieben, nachdem sie vorher lange Zeit nicht von der ähnlichen Umma longistigma unterschieden worden war. Frühere Bearbeiter wie Elliot Pinhey und Graham Vick hatten zwar bereits bemerkt, dass diese Art in zwei Formen aufzutreten schien, aber diese noch nicht als Arten unterschieden. Der Name der Art wurde nach dem Album Ummagumma der britischen Rockband Pink Floyd vergeben.